# Nhat Nguyen

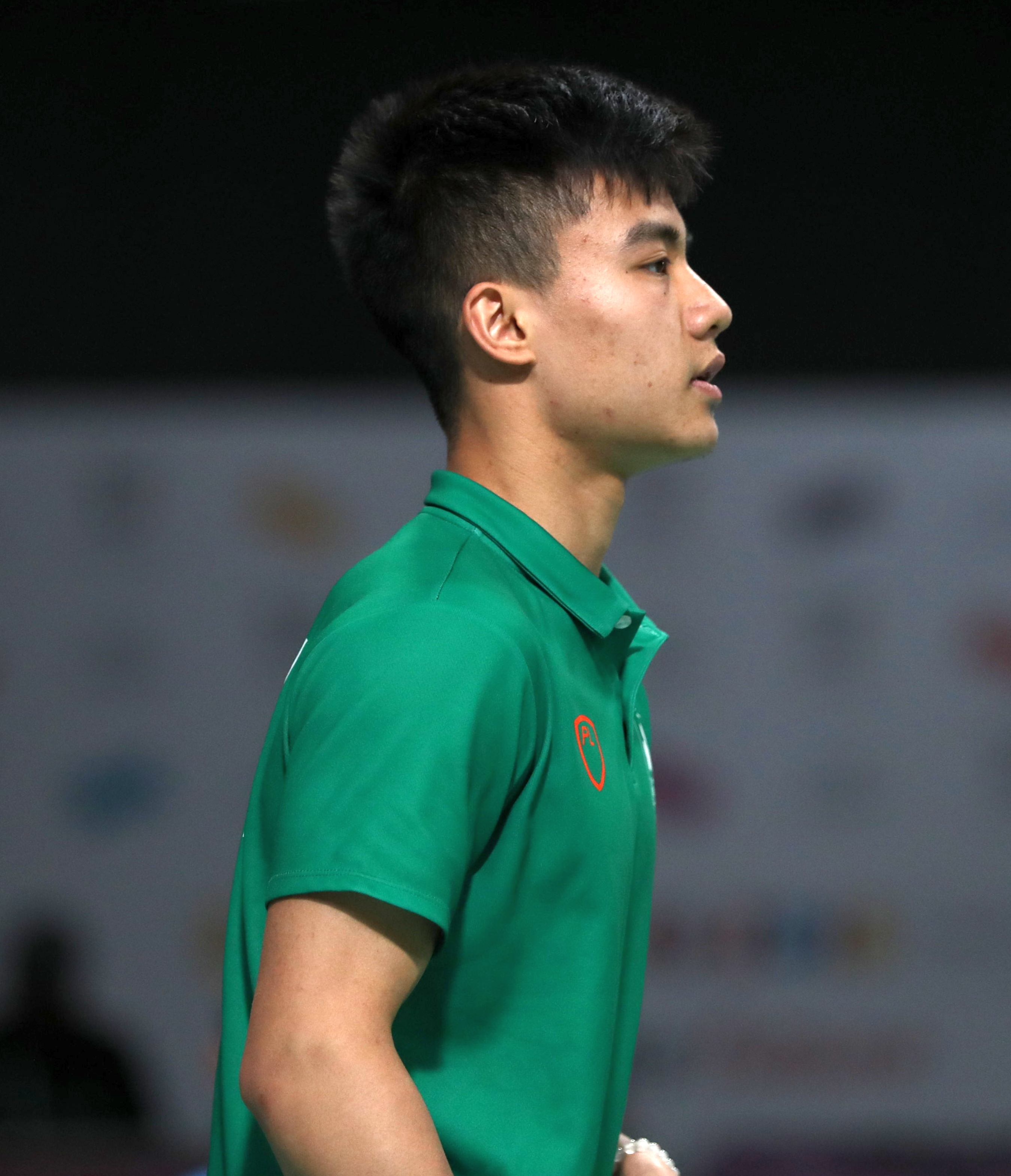
Nhat Nguyen 2018

Nhat Nguyen (vietnamesisch Nguyễn Nhật, [ŋwiən˦ˀ˥˦ ɲət̚˧˨ʔ˨]; * 16. Juni 2000 in Hanoi) ist ein irischer Badmintonspieler vietnamesischer Herkunft.

## Karriere
Nhat Nguyen gewann gerade erst 15-jährig die irische Meisterschaft 2016 im Herreneinzel. 2017 siegte er bei den Polish International und den Welsh International. 2017 und 2018 wurde er erneut irischer Meister. 2021 qualifizierte er sich für die Olympischen Sommerspiele des gleichen Jahres.

## Sportliche Erfolge
| Saison | Veranstaltung                          | Disziplin | Platz | Name                        |
| ------ | -------------------------------------- | --------- | ----- | --------------------------- |
| 2015   | Irish Junior International 2015        | MD        | 3     | Nhat Nguyen / Paul Reynolds |
| 2015   | Ulster Open                            | MS        | 1     | Nhat Nguyen                 |
| 2015   | Portugal Junior International 2015     | MS        | 1     | Nhat Nguyen                 |
| 2015   | Irish Junior International 2015        | MS        | 3     | Nhat Nguyen                 |
| 2016   | Irische Meisterschaft 2016             | MS        | 1     | Nhat Nguyen                 |
| 2016   | European Junior Championships U17 2016 | MS        | 1     | Nhat Nguyen                 |
| 2016   | European Junior Championships U17 2016 | MD        | 3     | Nhat Nguyen / Paul Reynolds |
| 2016   | Finnish Junior International 2016      | MS        | 1     | Nhat Nguyen                 |
| 2016   | Finnish Junior International 2016      | MD        | 1     | Nhat Nguyen / Paul Reynolds |
| 2016   | Danish Junior Cup 2016                 | MS        | 2     | Nhat Nguyen                 |
| 2016   | Irish Junior International 2016        | MS        | 1     | Nhat Nguyen                 |
| 2016   | Finnish Junior International 2016      | MD        | 1     | Nhat Nguyen / Paul Reynolds |
| 2016   | Irish Junior International 2016        | MD        | 1     | Nhat Nguyen / Paul Reynolds |
| 2016   | Bulgaria Junior International 2016     | MD        | 3     | Nhat Nguyen / Paul Reynolds |
| 2016   | Finnish Junior International 2016      | MS        | 1     | Nhat Nguyen                 |
| 2017   | Polish International 2017              | MD        | 1     | Nhat Nguyen / Paul Reynolds |
| 2017   | Welsh International 2017               | MS        | 1     | Nhat Nguyen                 |
| 2017   | Welsh International 2017               | MD        | 3     | Nhat Nguyen / Paul Reynolds |
| 2017   | Irish Open 2017                        | MS        | 2     | Nhat Nguyen                 |
| 2017   | Irish Junior International 2017        | MS        | 1     | Nhat Nguyen                 |
| 2017   | Irish Junior International 2017        | MD        | 1     | Paul Reynolds / Nhat Nguyen |
| 2017   | Irische Meisterschaft 2017             | MS        | 1     | Nhat Nguyen                 |
| 2018   | Irish Junior International 2018        | MS        | 1     | Nhat Nguyen                 |
| 2018   | European Junior Championships U19 2018 | MS        | 3     | Nhat Nguyen                 |
| 2018   | Juniorenweltmeisterschaft 2018         | MS        | 33    | Nhat Nguyen                 |
| 2018   | Irische Meisterschaft 2018             | MS        | 1     | Nhat Nguyen                 |
| 2021   | All England 2021                       | MS        | 9     | Nhat Nguyen                 |
| 2023   | Irish Open                             | MS        | 1     | Nhat Nguyen                 |